# Aristida culionensis
Aristida culionensis là một loài thực vật có hoa trong họ Hòa thảo. Loài này được Pilger ex Perkins mô tả khoa học đầu tiên năm 1904.